# Animation par ordinateur
L’animation par ordinateur ou animation en images de synthèse est toute animation dont chaque photogramme est une image de synthèse entièrement créée avec un ordinateur. Certaines animations par ordinateur sont intégrées au sein de prise de vues réelles ou d'animations obtenues par d'autres procédés. C'est d'ailleurs comme ça que l'animation par ordinateur a commencé à être utilisée avant que des films ou des vidéos soient entièrement animés avec l'outil informatique.
Il y a essentiellement deux types d'animation par ordinateur : la 2D numérique et l'animation 3D.

## Histoire
Dans l'histoire du cinéma et de l'animation classique, quelques films des années 1970 et 1980 ont commencé à immiscer des séquences plus ou moins longues au milieu de leur métrage. Les années 1990 ont vu l'avènement de l'émancipation de l'animation en images de synthèse.
Quelques exemples restés célèbres sont les suivants :
- La Guerre des étoiles (1977) : sur les écrans des systèmes d'armes de leurs vaisseaux spatiaux, les pilotes rebelles et impériaux voient des images de synthèse montrant un réticule de visée ainsi que des graphismes rudimentaires représentant la localisation des chasseurs ennemis qu'ils combattent.
- Tron (1982) : dans ce film de science-fiction le personnage géométrique nommé « bit » est entièrement créé en images de synthèse.
- The Last Starfighter (1984) : tous les vaisseaux spatiaux sont réalisés en images de synthèse.
- Basil, détective privé (1986) : film réalisé à la main par la technique du dessin animé classique à l'exception de la scène se déroulant à l'intérieur du mécanisme d'horlogerie du Big Ben. Dans cette scène les rouages du mécanisme sont tous réalisés en images de synthèse.
- Willow (1988) : premier morphing de l'histoire dans la scène où la magicienne Fin Raziel se transforme successivement en différents animaux.
- Abyss (1989) : la créature subaquatique constituée d'eau est entièrement créée en images de synthèse.
- Bernard et Bianca au pays des kangourous (1990) : différents passages de ce dessin animé sont réalisés en images de synthèse, par exemple le style « vol d'hélicoptère » dans la scène d'introduction du film.
- Terminator 2 (1991) : les transformations du T-1000 sont entièrement réalisées en images de synthèse.
- La Belle et la Bête (1991) : dans ce dessin animé le salon de bal est un décor entièrement réalisé en images de synthèse.
- Jurassic Park (1993) : pour la première fois au cinéma des êtres vivants relativement complexes, des dinosaures, sont réalisés à l'écran dans un rendu photoréaliste grâce à des images de synthèse.
- Jumanji (1995) : alors que dans Jurassic Park les dinosaures ont des surfaces lisses, le film Jumanji montre pour la première fois au public des animaux réalisés aussi en images de synthèse mais dotés de poils ou de fourrures, comme dans la scène du lion ou comme dans les différentes scènes où apparaissent les singes.
- Toy Story (1995) : premier film entièrement réalisé en images de synthèse (et plus concrètement en animation 3D).
- Cœur de dragon (1996) : premier film utilisant des matte paintings photoréalistes (les décors de fonds), entièrement réalisés en images de synthèse.
- Final Fantasy : Les Créatures de l'esprit (2001) : basé sur un jeu vidéo, ce film a été le premier à avoir la vocation du rendu photoréaliste dans un métrage entièrement réalisé en images de synthèse (effectivement, en 1995, le style de Toy Story est encore délibérément celui de caricatures dépourvues de photoréalisme).